# Кузнецов, Вячеслав Семёнович
Вячесла́в Семёнович Кузнецо́в (21 августа 1932 — 15 ноября 2016) — советский и российский историк, востоковед, специалист в области истории Дальнего Востока, Китая, Центральной Азии, истории международных отношений Китая. Доктор исторических наук, главный научный сотрудник Института Дальнего Востока РАН. Автор более 300 публикаций, в том числе 18 монографий и многих научно-популярных книг.

## Биография
Окончил Ленинградский ордена Ленина государственный университет им. А. А. Жданова по специальности «история стран Востока» (1955). Защитил кандидатскую диссертацию «Экономическая политика Цинского правительства в Синьцзяне в первой половине XIX в.» (1962), затем — докторскую «Цинская империя на рубежах Центральной Азии (вторая половина XVIII — первая половина XIX в.)» (1984), доцент. В Институте Дальнего Востока АН СССР с 1969 года.

## Основные работы
Монографии
- Экономическая политика цинского правительства в Синьцзяне в первой половине XIX века. М, 1962.
- Гоминьдановский режим в Китае (1928—1937 гг.). М., 1976.
- Внешняя политика гоминьдановского Китая. М., 1980.
- Цинская империя на рубежах Центральной Азии (вторая половина XVIII в. — вторая половина XIX в.). М., 1983.
- Ислам в политической истории Китая (VIII в. — первая половина XX в.). 1987.
- Ислам в общественно-политической жизни КНР. М., 2002.
- Буддийский фактор во внешней политике КНР. М., 2006.
- Всё от Земли (2009. 480 с.). Дилогия. В неё вошли «Чужая земля (Повествование о Бань Чао)» и «Пища в духовной жизни традиционного Китая».

Научно-популярные книги
- Амурсана (1980)
- Нурхаци (1985)
- От стен Новой столицы до Великой стены (1986)
- Последний правитель Ираншахра (1990)
- Зов предков (2010)